# Balneario de San Telmo
El Balneario de San Telmo fue un balneario situado en Jerez de la Frontera, en las antiguas playas de San Telmo. Fue inaugurado en 1899, promovido por Manuel Críspulo González Soto, Marqués de Bonanza. No solo funcionó como balneario, sino también como centro social para la alta sociedad jerezana de la época.

## Descripción
El balneario contaba con baños, fuentes, vestuarios, duchas y calefacción, siendo muy moderno en su época. Además, el complejo contaba con un restaurante y una terraza, además de jardines y paseos para carruajes que daban acceso a las zonas más altas del edificio. El edificio se extendía a lo largo de una fachada de aproximadamente 30 metros.
La escritora María de Xerez fue una de las visitantes que dejó testimonio de las actividades sociales que se celebraban en el balneario. En sus escritos, describe cómo el edificio era un punto de encuentro para los más distinguidos de la ciudad. Ella destaca que el salón principal del balneario, decorado con objetos antiguos del propio marqués y un piano, era un lugar donde se celebraban animadas fiestas nocturnas. A la luz de los "chinescos farolillos", jóvenes damas y caballeros disfrutaban de música, bailes y divertidas "buñoladas", es decir, eventos sociales llenos de alegría y flirteo.
Según Antonio Mariscal Trujillo, las aguas del balneario provenían de un pozo de 10 metros de profundidad y 3,70 metros de diámetro, con un caudal de 150.000 litros al día y una temperatura constante de 15 grados. Contenían una gran cantidad de minerales, y el agua era clara y transparente, salada y con olor similar al del huevo podrido, debido a la presencia de azufre. Su alta concentración en sales, además de las burbujas que desprendía, convertían el agua en opaca, debido a la presencia de ácido sulfgídrico y cloruro de sodio, así como de bromuro, fósforo, calcio, hierro, yodo y magnesio. Esta agua se consideraba milagrosa para tratar enfermedades cutáneas, como dermatitis, herpes, forunculosis, linfatismo e incluso sífilis, además de ser útil para el reuma y las enfermedades nerviosas, según las fuentes de la época.
Además de poder ser ingerida, los baños eran parciales o completos, y también se utilizaban para hacer gárgaras, irrigaciones y baños de asiento, tanto a temperatura ambiente como calientes o fríos. Su venta se oficializó a través del balneario, donde las sesiones podían costar desde una peseta hasta 2,50 pesetas, vendiéndose el agua embotellada a 1 peseta y 1,25 fuera de Jerez, e incluso llegando a exportarse a otros lugares de España.

## Historia
Manuel Críspulo González Soto adquirió unos terrenos de 33.000 metros cuadrados en la zona de San Telmo, y decidió crear un balneario con el objetivo de atender a personas de distintas clases sociales. De esta manera, el complejo se dividió en dos secciones: una destinada a los enfermos de pago y otra para los más pobres, a quienes se les atendería gratuitamente. Este enfoque era innovador, ya que los balnearios previos de la ciudad, como los situados en el castillo de Gigonza y en la finca Rosa Celeste, solo servían a los más acomodados.
El Balneario de San Telmo comenzó a operar oficialmente tras la obtención de la declaración de "utilidad pública" de sus aguas, confirmada por una Real Orden publicada en la Gaceta de Madrid el 27 de julio de 1899. En 1903, comenzó el embotellado de las aguas, las cuales se vendían. El balneario alcanzó gran fama, especialmente en el ámbito local, y fue dirigido por el destacado oftalmólogo Joaquín María Aleixandre y Aparici.
Sin embargo, con el auge de los baños de mar en España, la popularidad de los balnearios comenzó a decaer, y el de San Telmo cerró sus puertas en 1911. En ese momento, el marqués de Bonanza ya había hipotecado la finca y, poco después, esta fue vendida a Manuel Guinea Baranda, conde de Guinea. La dirección médica del balneario pasó por diferentes manos, pero tras la salida de Aleixandre en 1908, el establecimiento entró en declive.
En 1939, tras el final de la Guerra Civil, se intentó una reapertura del balneario, pero este intento fracasó. Posteriormente, el Ayuntamiento de Jerez de la Frontera, bajo la alcaldía de Sebastián Carrasco Ruiz, se hizo cargo de las instalaciones y las convirtió en un preventorio municipal. Durante la alcaldía de Tomás García Figueras, este espacio fue utilizado como refugio para indigentes y familias necesitadas, además de servir como asilo y alojamiento para damnificados por inundaciones del río Guadalete.
En los años 60, el balneario fue completamente demolido, aunque aún se pueden ver algunos vestigios de las ruinas del complejo. En la zona se encuentran hoy en día urbanizaciones y el Polígono Industrial El Portal.